# Taurotraumatología

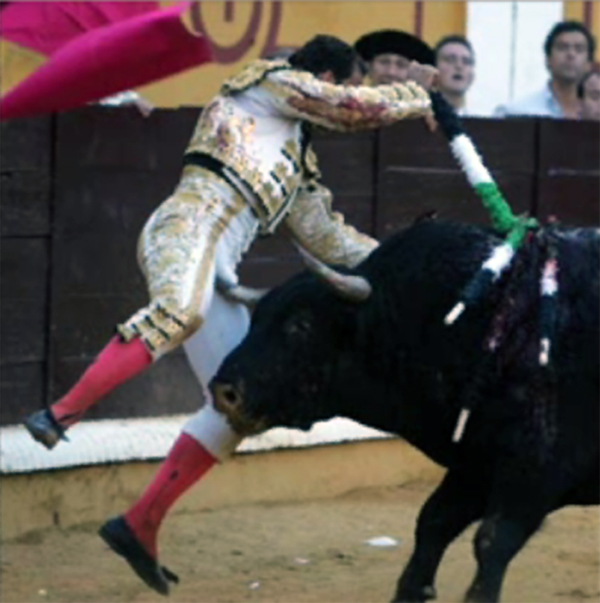
Cogida.

La taurotraumatología o cirugía taurina es una rama de la cirugía traumatológica que se ocupa de las lesiones producidas por el asta de toro. Al contrario que otras ramas donde su avance se debe a la especulación teórica, la evolución de la taurotraumatología ha venido siempre acompañada por las graves lesiones producidas en el ruedo, donde el médico quedaba desconcertado al no haber antecedentes de heridas de la misma índole. El cirujano Juan Creus y Manso (1828 — 1897) está considerado uno de los precursores de esta disciplina.
Las lesiones que se producen con mayor frecuencia son los desgarros del tejido muscular, la rotura de nervios, venas o arterias, los traumatismos óseos, y las lesiones de la columna cervical a causa de la caída del torero después de la cogida. El triángulo de Scarpa se considera la parte del cuerpo más peligrosa para sufrir este tipo de lesiones, ya que puede afectar a la arteria femoral y a la vena safena, ambas de grosor considerable.
Los avances en la medicina (penicilina, antibióticos), la traumatología y la cirugía, han conseguido que con el paso del tiempo el número de toreros fallecidos por cogidas en el ruedo sea cada vez menor, así como los dolores sufridos y el tiempo de recuperación.